# Leigh McCullough
Leigh McCullough (død 7. juni 2012) var en amerikansk psykoterapeut, forsker og pionér inden for psykodynamisk korttidsterapi (STDP). Hendes behandlingsmodel fokuserede på den indlærte frygt for at opleve og udtrykke særlige følelser, hvad hun kaldte for affektfobier.
Behandlingen af affektfobier forløber på lignende vis med eksponeringsteknikken fra adfærdsterapi, med den forskel at affektfobien er af indre art, modsat de mere velkendte, ydre fobier så som frygt for edderkopper (araknofobi) eller åbne rum (agorafobi).
McCullough var professor i klinisk psykologi ved Harvard Medical School, director af et psykoterapeutisk forskningsprogram ved Harvard's Beth Israel Deaconess Medical Center, og gæsteprofessor ved NTNU (Norges teknisk-naturvidenskabelige universitet) i Trondheim. Hun var 1996 Voorhees Distinguished Professor ved Menninger Clinic og modtog i 1996 Michael Franz Basch-prisen fra Silvan Tomkins-instituttet for hendes bidrag til undersøgelsen af affekt i psykoterapi. McCullough var i redaktionen for journalen Psychotherapy Research og for Journal of Brief Therapy, og udførte træningsseminarer i affektfobi-modellen verden rundt. 
Leigh McCullough blev diagnosticeret med ALS i 2010 og døde d. 27. juni 2012 